# Bosc-Guérard-Saint-Adrien
Bosc-Guérard-Saint-Adrien é uma comuna francesa na região administrativa da Normandia, no departamento de Sena Marítimo. Estende-se por uma área de 10,32 km². Em 2010 a comuna tinha 999 habitantes (densidade: 96,8 hab./km²).